# Schloss Eberau
Das Wasserschloss Schloss Eberau steht in der gleichnamigen Ortschaft der Gemeinde Eberau (ungarisch Monyorókerék) im Bezirk Güssing im Burgenland. Die einst größte Wasserburganlage Österreichs war jahrhundertelang Stammsitz der Familie Erdődy, in deren Eigentum sie noch heute steht. Der ungarische Name von Schloss und Ort findet sich auch im gräflichen Titel der Familie: Erdődy de Monyorókerék es Monoszló.

## Lage
Das Schloss liegt im unteren Pinkatal am Südrand der südburgenländischen Ortschaft Eberau, etwa 800 m von der österreichisch-ungarischen Grenze entfernt. Es liegt ca. 450 m östlich der Geschriebensteinstraße (B56), ca. 750 m westlich der Pinka, und ist im Süden und Osten von weitläufigen Wiesen- und Ackerflächen umgeben. Der nördlich des Schlosses gelegene Meierhof der Anlage schließt direkt an das Ortsgebiet an. Gleich neben dem Meierhof liegt die Pfarrkirche Eberau, dahinter der Anger und Marktplatz der Siedlung.

## Architektur
Der größtenteils aus dem 17. Jahrhundert stammende Komplex besteht aus einer dreifach bewehrten Wasserburganlage mit einem unregelmäßigen viereckigen Schlossbau im Zentrum. Dieser verfügt im Nordosten über einen vorgelegten Torbau und einen breiten Mittelrisaliten mit Dreiecksgiebel, über dem sich bis 1772 ein sechsgeschoßiger Turm mit Zwiebelhelm erhob. Die heute noch vorhandenen niedrigen Ecktürme mit pyramidenförmigen Steildächern stammen aus dem Jahr 1908. Im Innenhof des Schlosses sind vermauerte Arkaden vorhanden, an der Südostfassade die Reste eines gotischen Kapellenanbaus. Von ihm sind nur noch die Grundmauern, drei Wappensteine und eine spitzbogige Zugangstür im ersten Geschoß der Schlossfassade vorhanden.

## Geschichte

### Hochmittelalter
Der erste bekannte Herr von Eberau war Wetzelin von Wasserburg, der um das Jahr 1000 mit Gisela von Bayern, der Braut des Großfürsten und späteren Königs Stephan I., nach Ungarn reiste. Er wurde dort mit den Herrschaften Eberau und Ják belehnt. Sein Nachfahre Stephan Ják erhielt in einer Schenkungsurkunde von 1221 von König Andreas II. die Einwilligung die Orte Pórno (Pórnoapati, Ungarn) Monyorókerék (Eberau), Perwolff (Deutsch Schützen), Kulked (Kölked, Ungarn) und Hetfehel (Oberbildein) dem Zisterzienserkloster Szentgotthárd zu übergeben. In dieser Urkunde wird Eberau als Monyorókerék (deutsch Haselrund) erstmals genannt. Zu dieser Zeit wurde bereits eine Wall- und Grabenanlage zum Schutz des Ortes errichtet. Sie umschloss den Ortskern in der Form eines Ovals im Ausmaß von etwa 500 × 300 m.

### Spätmittelalter
Der Herrschaftsbezirk Eberau wurde 1297 dem Geschlecht der Héder übergeben, 1369 durch Bestätigung von König Ludwig I. an die aus Schwaben stammenden Ellerbacher. Aufgrund der Entwicklungen in der Kriegstechnik ließ Berthold II. Ellerbacher um 400 an der Stelle dieser alten Wehranlage eine mächtige befestigte Wasserburg errichten, deren Wehre und Gräben den ganzen Ort umschlossen. Diese planmäßige Fortifikation eines ganzen Ortes war die größte ihrer Art auf dem Gebiet des heutigen Österreich. Bertholds Unterfertigung einer Urkunde als Herr von Eberau im Jahr 1465 stellt die erste urkundliche Nennung des deutschen Namens Eberau dar. 1473 ließ er etwa 400 m westlich der äußeren Wehranlage des Schlosses das nicht mehr vorhandene Kloster Kulm-Eberau errichten.

### Frühe Neuzeit
Seine beiden Söhne Johannes und Stephan blieben ohne Nachkommen und verkauften daher die Herrschaft an Kardinal-Erzbischof Támas Bakócz de Erdewd und seine Brüder, die sich ab diesem Zeitpunkt als Grafen Erdődy de Monyorókerék es Monoszló bezeichneten. Als einer ihrer Nachfahren, Peter II. 1557 Ban von Kroatien wurde, kam es zum Tausch der Güter mit dem Grafen Nikolaus Zrinyi. Unter seiner Herrschaft hielt sich der Wanderbuchdrucker Johannes Manlius von 1587 bis 1590 in Eberau auf. 1613 verlor die Familie Zrinyi die Herrschaft wieder, und sie kam nach einiger Zeit in den Besitz der Erdődy zurück, die die Befestigungsanlagen 1620 wieder in Stand setzen ließen.

Das Wasserschloss war jahrhundertelang Stammsitz der Erdödy

Während der Türkenkriege 1664 spielte die Burg Eberau eine strategisch wichtige Rolle, unter anderem während der Schlacht bei Mogersdorf. Durch 1728 und 1806 erfolgte Herrschaftsteilungen innerhalb der Familie Erdödy kam es aber zu einem Bedeutungsverlust der Herrschaft.

### Zweiter Weltkrieg
Am Ende des Zweiten Weltkrieges kam es zum vorübergehenden Aufenthalt tausender durchziehender Ostarbeiter im Ort. Sie wurden auch in Schloss und Meierhof untergebracht. Nach Ende des Krieges kam es zur Besetzung des Schlosses durch die Rote Armee, der das Gebäude als Unterkunft diente. Dabei wurden Dokumente aus dem Familienarchiv und die Deckenbalken der Prunkräume im zweiten Obergeschoß als Heizmaterial verwendet. An den Wänden wurden Strichlisten und Nachrichten hinterlassen.

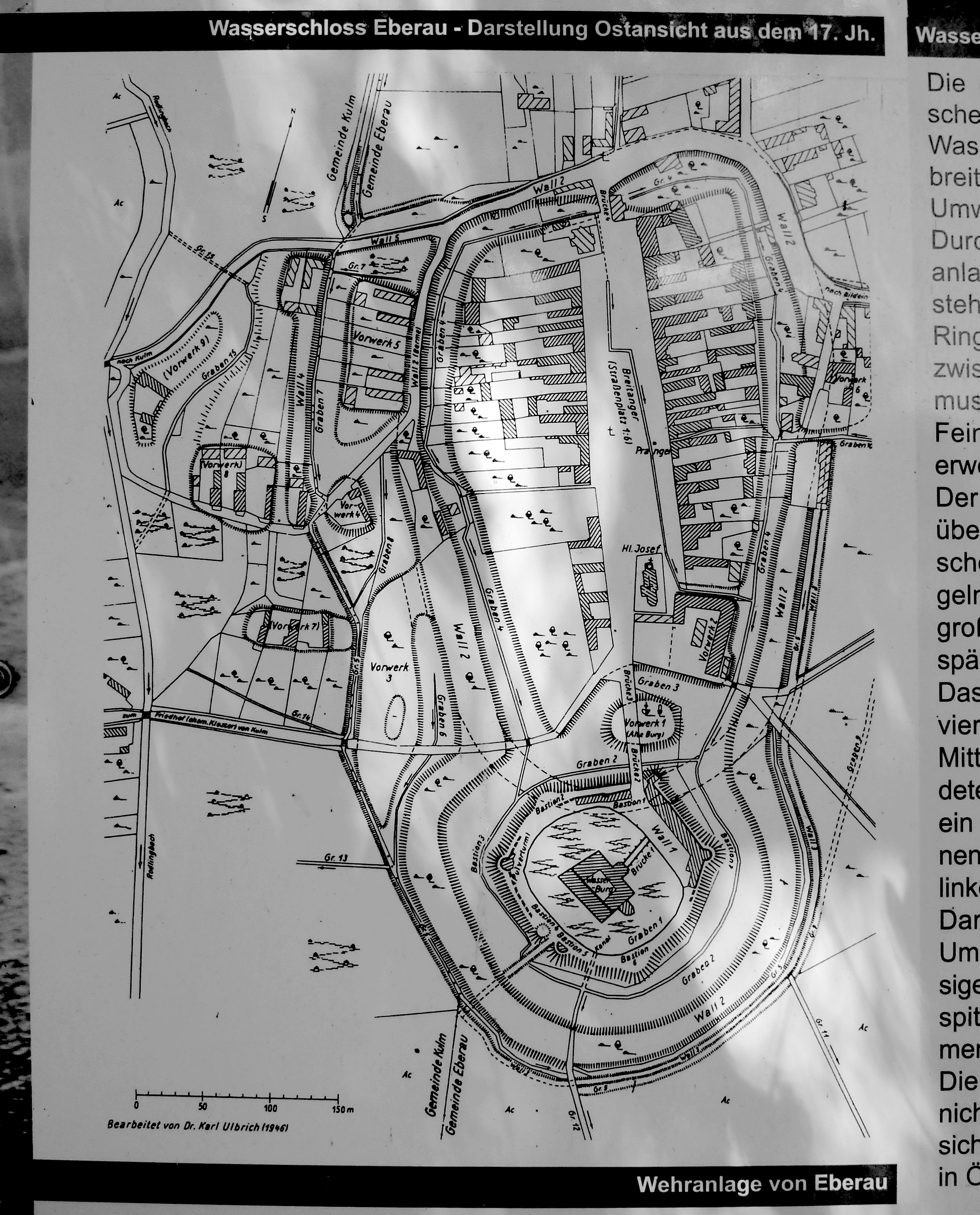
Schloss und Wehranlage Eberau

## Heutiger Zustand
Das Schloss mit seinen mehrfachen Grabenanlagen, von denen der äußerste Wasserring die gesamte Ortschaft Eberau umfasst, zählt heute zu den größten Wasserwehranlagen Mitteleuropas. Es ist unbewohnt und größtenteils ungenutzt und liegt versteckt hinter dichter Vegetation. Sein Wassergraben ist mit Gräsern zugewachsen, seine Holzfundierung durch Veränderung des Grundwasserspiegels schadhaft, was zu schweren statischen Schäden führt.
Das Gebäude ist grundsätzlich nicht öffentlich zugänglich. Die einzige Ausnahme sind alljährlich im Schlosshof veranstaltete Schlossspiele des Theatervereins Theater Grenzenlos.
Schloss, Meierhof und Wehranlagen stehen unter Denkmalschutz.

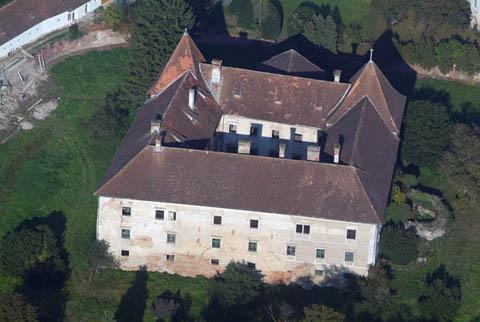
Schlossbau im Zentrum
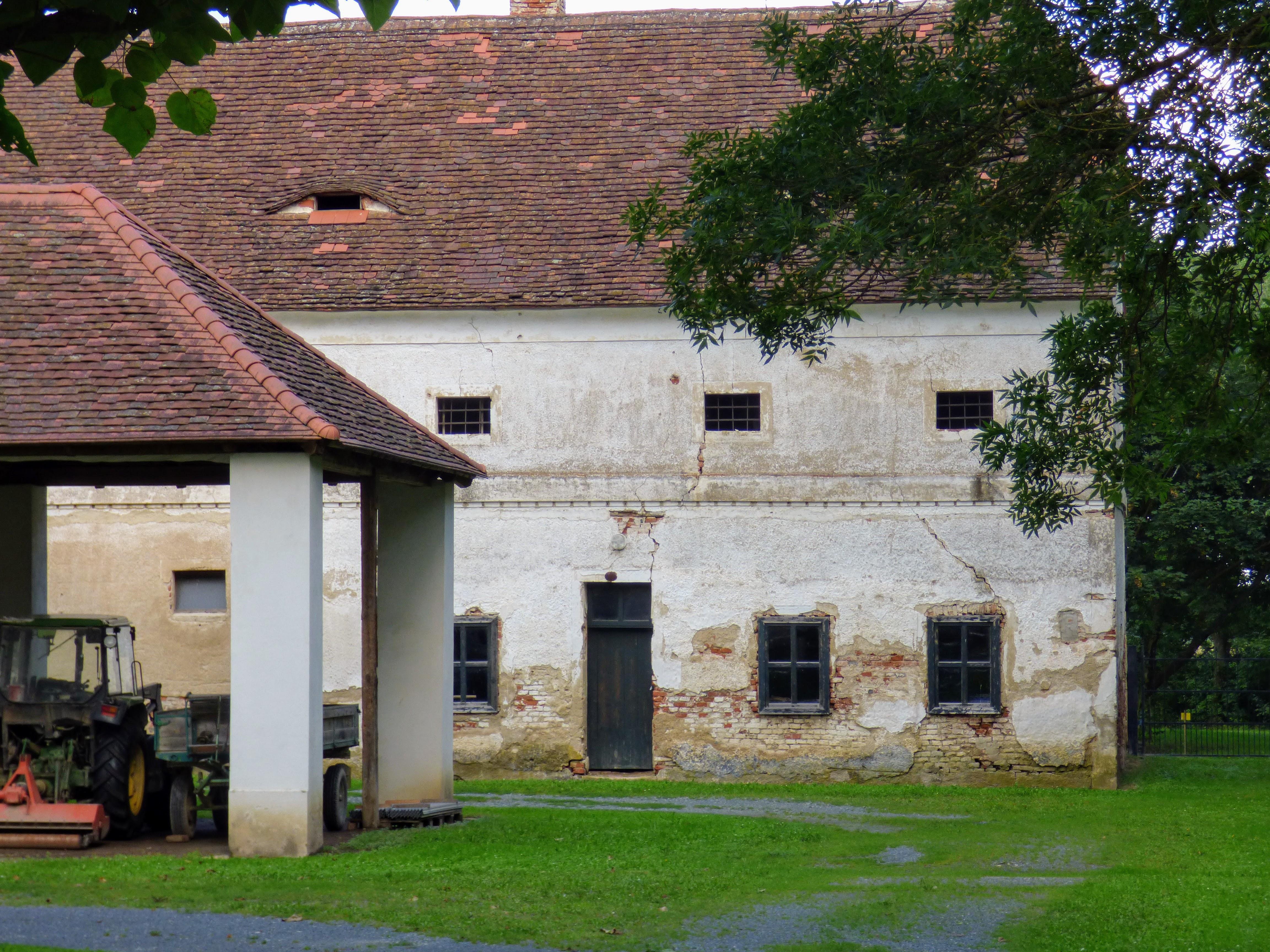
Meierhof des Schlosses
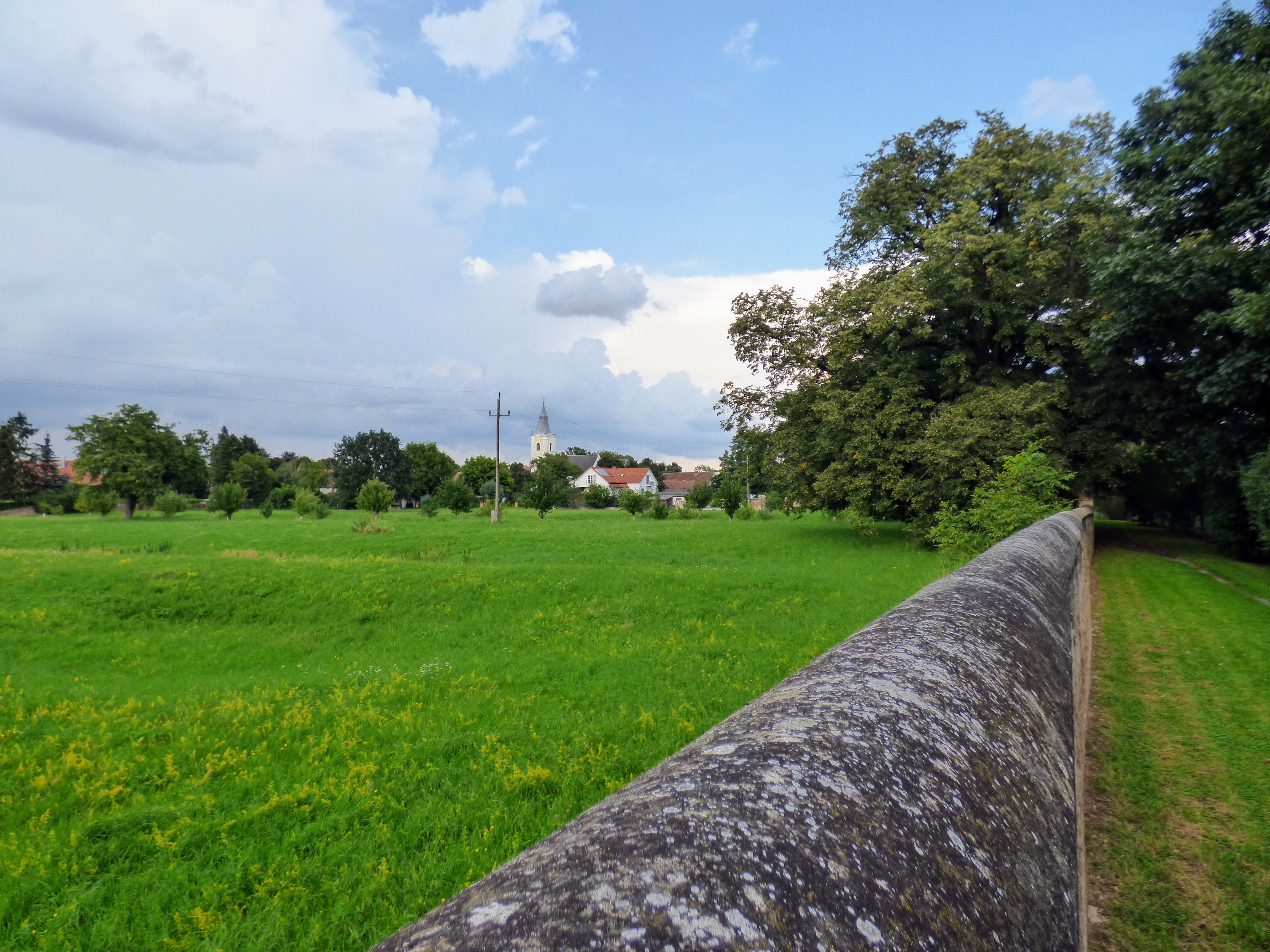
Ortsumwallung
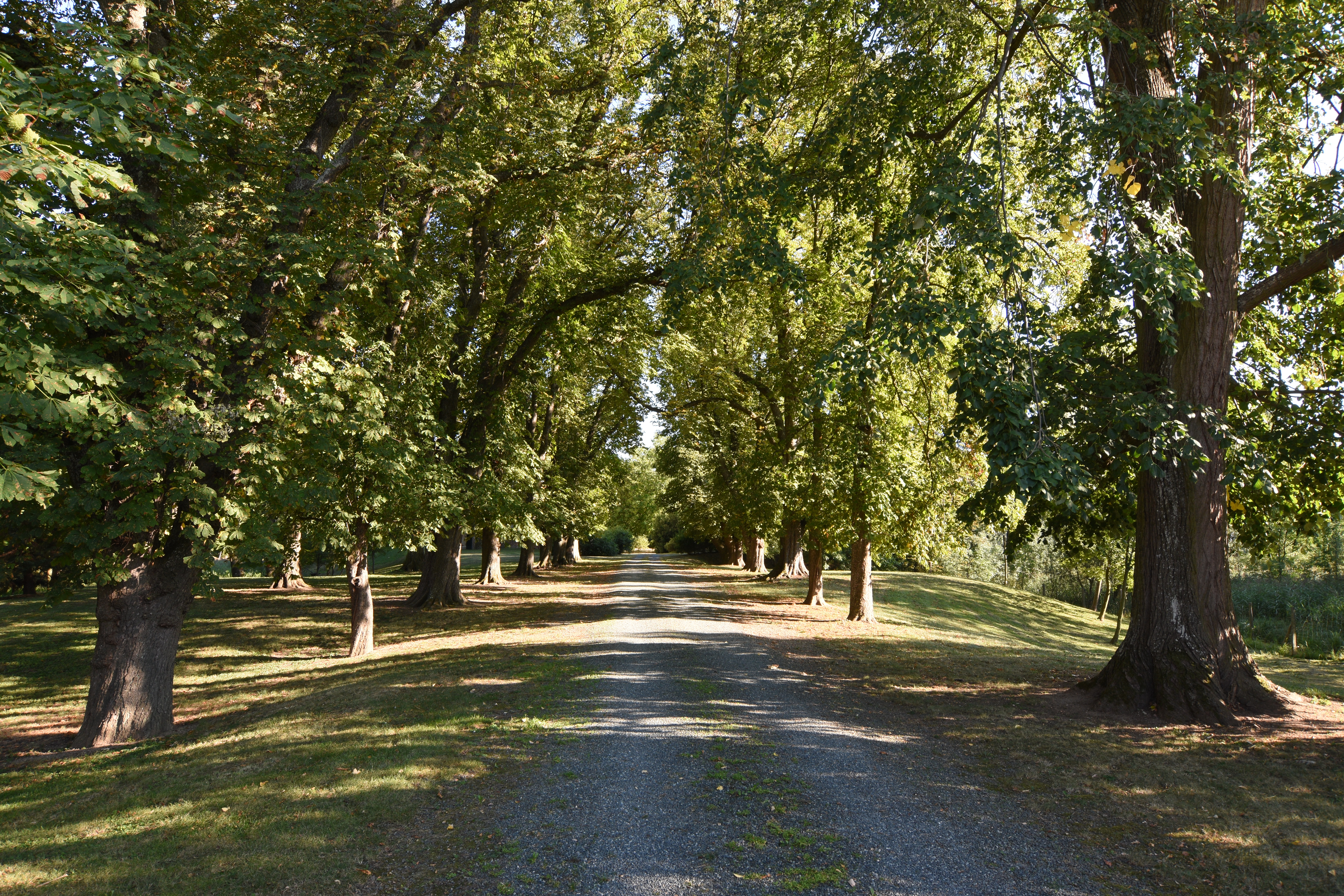
Zufahrt zum Schloss